# Pohlia cuspidata
Pohlia cuspidata är en bladmossart som beskrevs av Edwin Bunting Bartram 1951. Pohlia cuspidata ingår i släktet nickmossor, och familjen Bryaceae. Inga underarter finns listade i Catalogue of Life.